# Telodendron

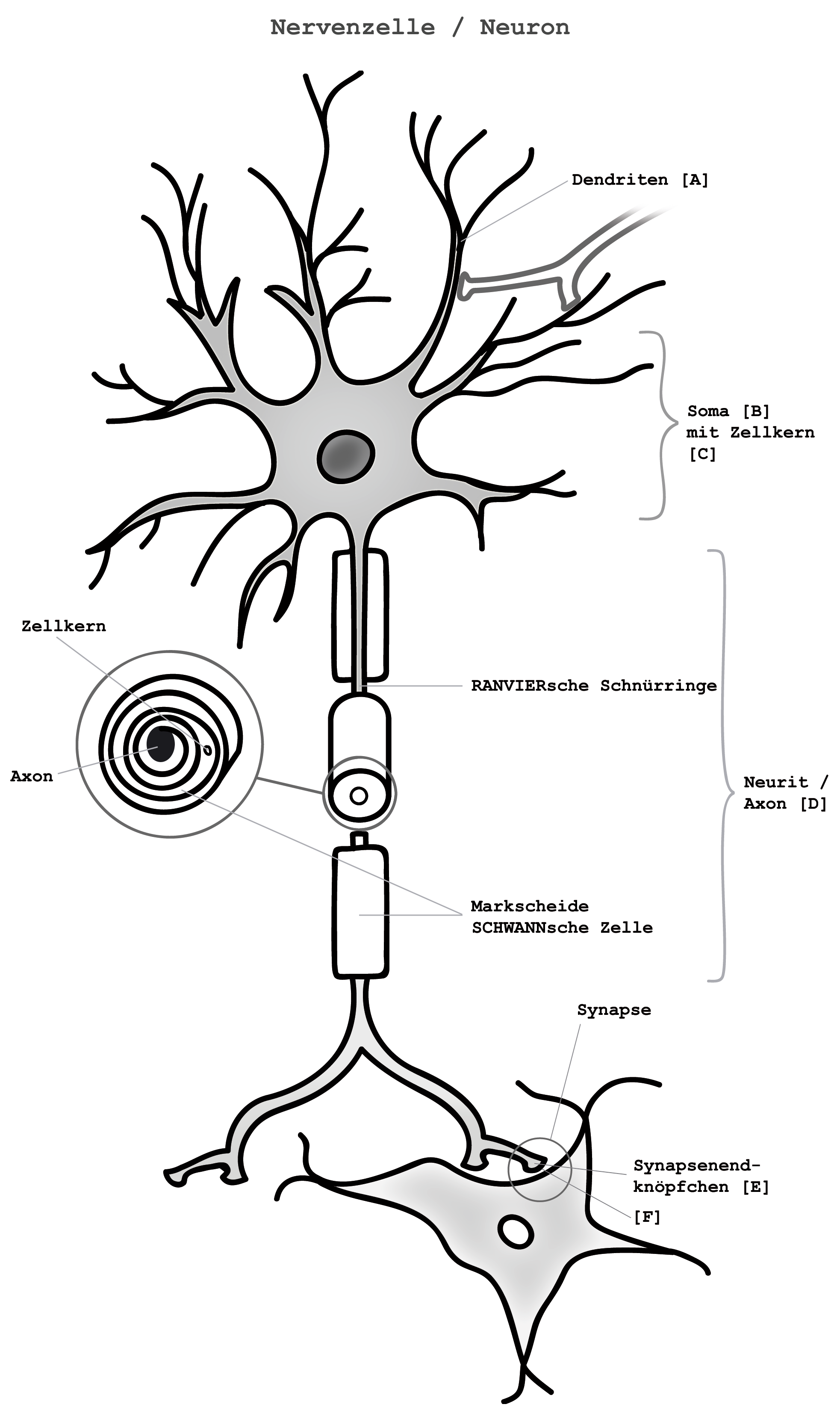
Schematischer Aufbau einer Nervenzelle – die Aufzweigungen von Neurit oder Axon zu präsynaptischen Endigungen an den Zielzellen wird Telodendron genannt (im Bild unten)

Unter einem Telodendron (von altgriechisch τέλος telos ‚Ende, Ziel‘ und δένδρον dendron ‚Baum‘), deutsch Endbaum oder Endbäumchen, versteht man bei Nervenzellen (Neuronen) den feinsten sich aufzweigenden Endabschnitt ihres Neuriten oder Axons.

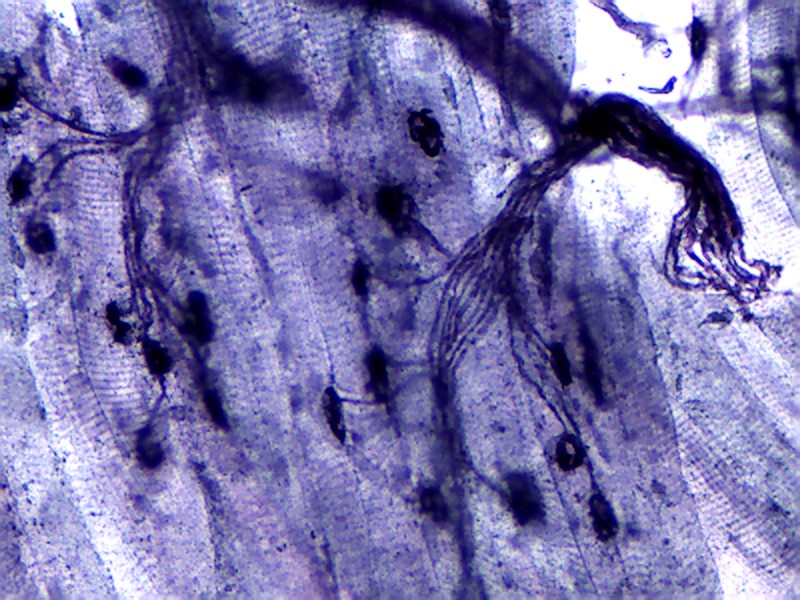
Aufzweigungen von Axonkollateralen eines Motoneurons zu motorischen Endplatten an einer Muskelfaser

Über den Neuriten eines Neurons wird dessen Erregung weitergeleitet und an einer Synapse auf eine andere Zelle übertragen. Oft bildet ein Neurit zahlreiche Synapsen mit mehreren anderen Nervenzellen oder, an neuromuskulären Synapsen, auch mit Muskelzellen. Hierfür kann ein Neurit oder Axon Seitenzweige abgeben, Kollateralen genannt, die sich terminal mitunter ebenfalls baumartig zu einem Telodendron aufzweigen.
Telodendren können vielgestaltig sein, zahlreiche präsynaptische Endigungen tragen und an verschiedenen Zielzellen enden. Diese auch Axonterminale, Endknöpfchen oder Boutons genannten Endigungen stellen jeweils den präsynaptischen Teil einer Synapse dar. Hierüber sind die Endbäumchen einer Nervenzelle oft mit mehreren anderen Nervenzellen oder mit Effektoren verknüpft, eventuell mehrfach.